# S1m0ne (2002.)
S1m0ne je SF drama Andrewa Niccola iz 2002. s Al Pacinom u glavnoj ulozi.

## Uloge
- Al Pacino - Viktor Taransky
- Catherine Keener - Elaine Christian
- Evan Rachel Wood - Lainey Christian
- Rachel Roberts - Simone
- Winona Ryder - Nicola Anders
- Jay Mohr - Hal Sinclair
- Pruitt Taylor Vince - Max Sayer
- Jason Schwartzman - Milton
- Elias Koteas - Hank Aleno
- Rebecca Romijn - Faith

## Zarada filma
- Zarada u SAD - $9.688.676
- Zarada u inozemstvu - $9.887.347
- Ukupno - $19.576.023

## Vanjske poveznice
- S1m0ne u internetskoj bazi filmova IMDb-a